# La bolsa de valores
La bolsa de valores (en alemán: Die Börse) es un libro de 1896 escrito por Max Weber, un economista alemán y sociólogo.
Durante la década de 1890, la bolsa de valores se había convertido en el símbolo del capitalismo en Alemania. Durante 1894-1896 Weber escribió varios ensayos sobre la bolsa de valores en los que argumentó en contra de la opinión popular de que la bolsa de valores era una empresa fraudulenta diseñada para abusar de "los trabajadores honestos".
Weber en su investigación sobre la bolsa de valores se concentró en dos temas. Primero mostró que la comercialización podría ayudar a crear o destruir valores culturales, a veces haciendo ambas cosas al mismo tiempo, había destruido los valores del  patriarcalismo, pero creó oportunidades para los trabajadores agrícolas. La propia bolsa de valores ha facilitado la expansión del comercio, pero al mismo tiempo permitió nuevas formas de delincuencia y abuso. En segundo lugar, Weber demostró que la conducta económica era una parte integral de las ideas relacionadas con la búsqueda de intereses económicos, pero esas ideas deben considerarse por separado.